# Sancho de Cabrera
Sancho de Cabrera (1500?-1574) fue un maestro de cantería español, nacido en la ciudad española de Trujillo.

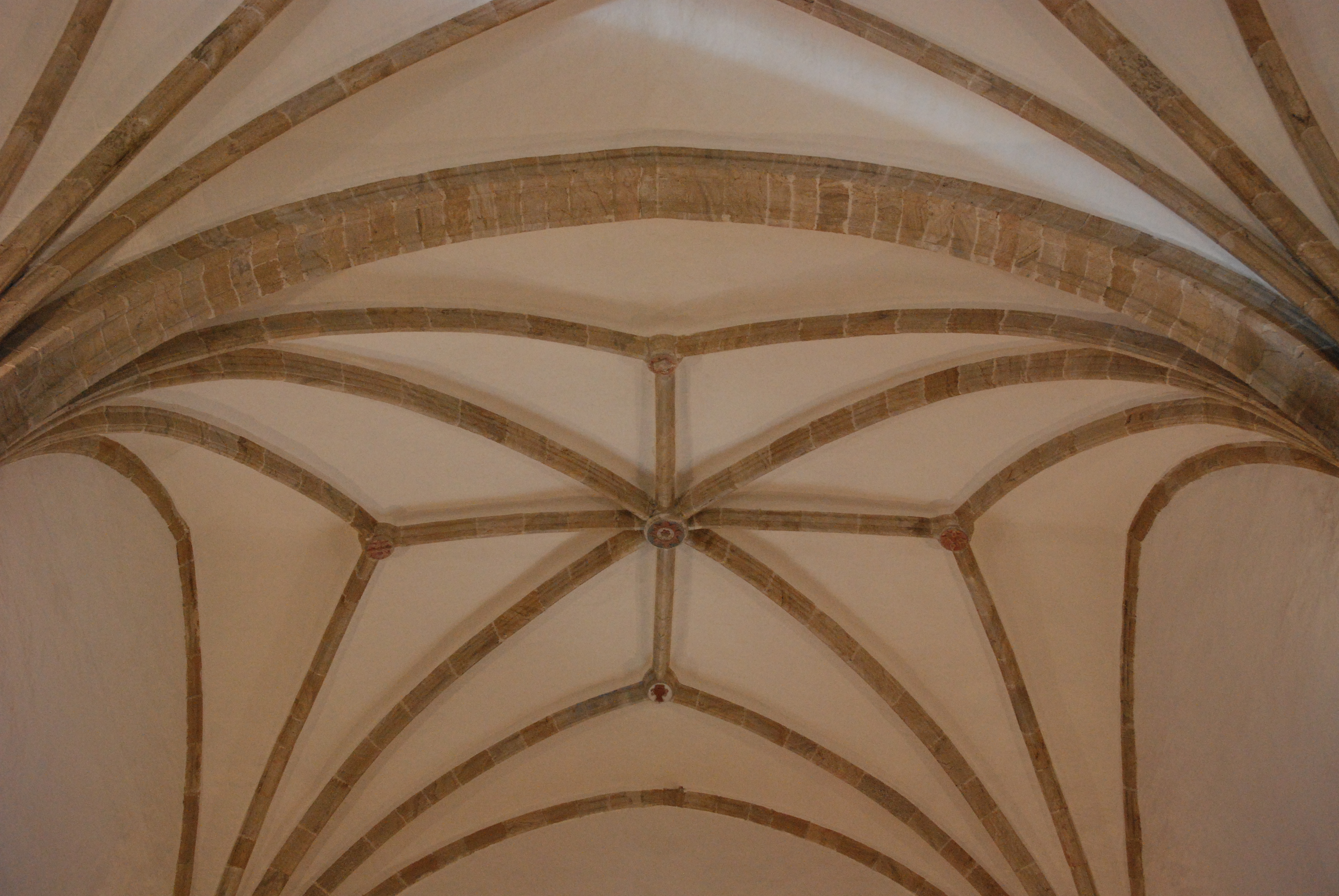
Iglesia de San Juan Bautista en Saucedilla de Sancho de Cabrera

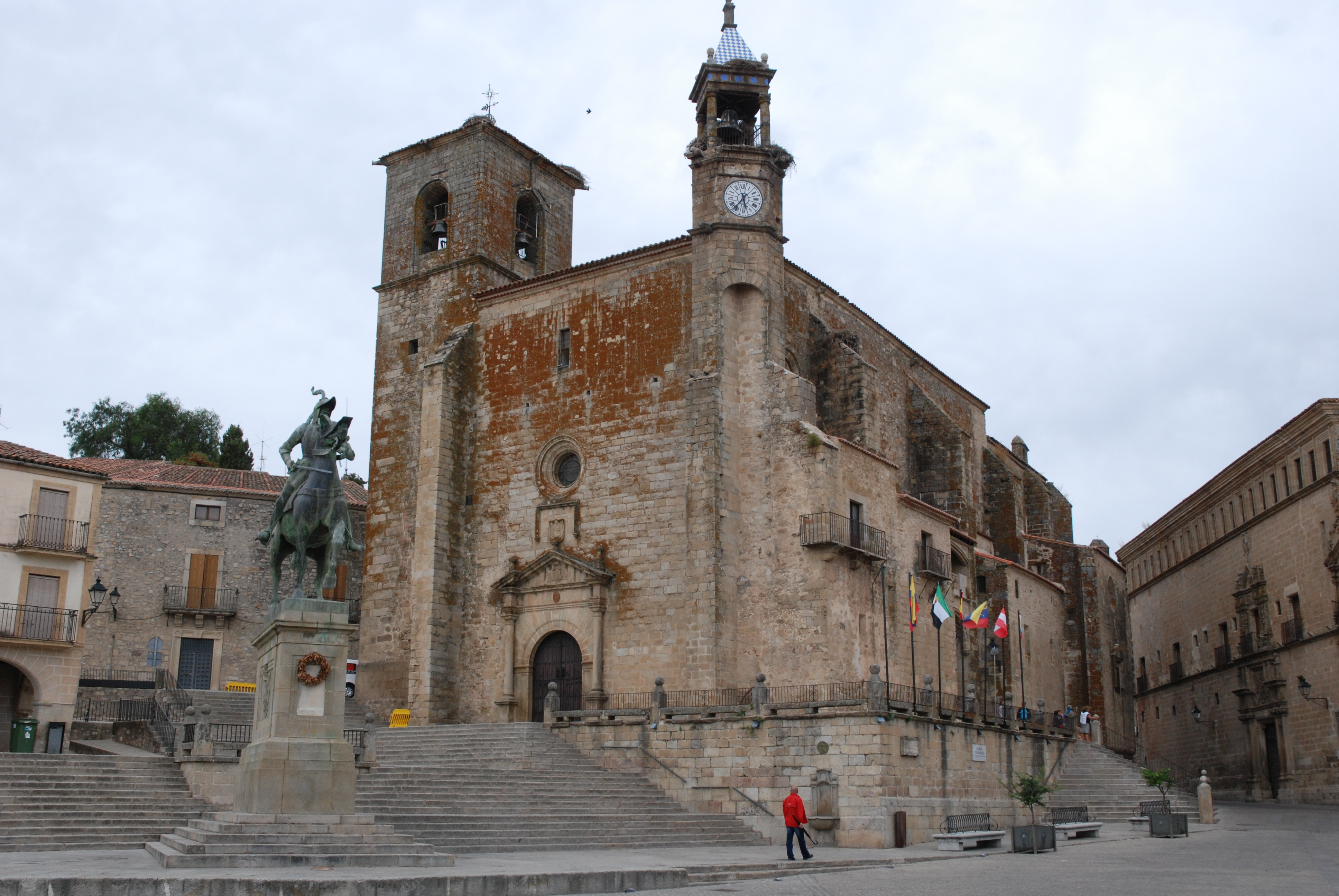
San Martín (Trujillo), cuyas obras llevó a cabo Sancho de Cabrera, así como las trazas y las obras de la tribuna

En 1538, y hasta 1553, dirige las obras de la iglesia de San Martín de Trujillo, cuyas trazas hereda pero modifica en parte debido a la dificultad técnica del emplazamiento. Elabora las trazas y lleva a cabo la obra de la tribuna. Simultanea estos trabajos con la traza y obra del magnífico coro de la iglesia de Santa María la Mayor de la misma ciudad y con varias obras fuera de este municipio. Es nombrado veedor de las obras de la ciudad de Trujillo.
Conoce al obispo de Plasencia, Gutierre de Vargas y Carvajal, para el que va a trazar y construir varias iglesias, como la iglesia parroquial de Jaraicejo, la de Garciaz (1545), la iglesia de Santiago (Cáceres) en 1554, la iglesia parroquial San Juan Bautista de Saucedilla —tal vez su mejor obra—, la iglesia de Guareña (Badajoz) en 1557, y, en 1559 trabaja en la parroquia de Santiago de Don Benito.

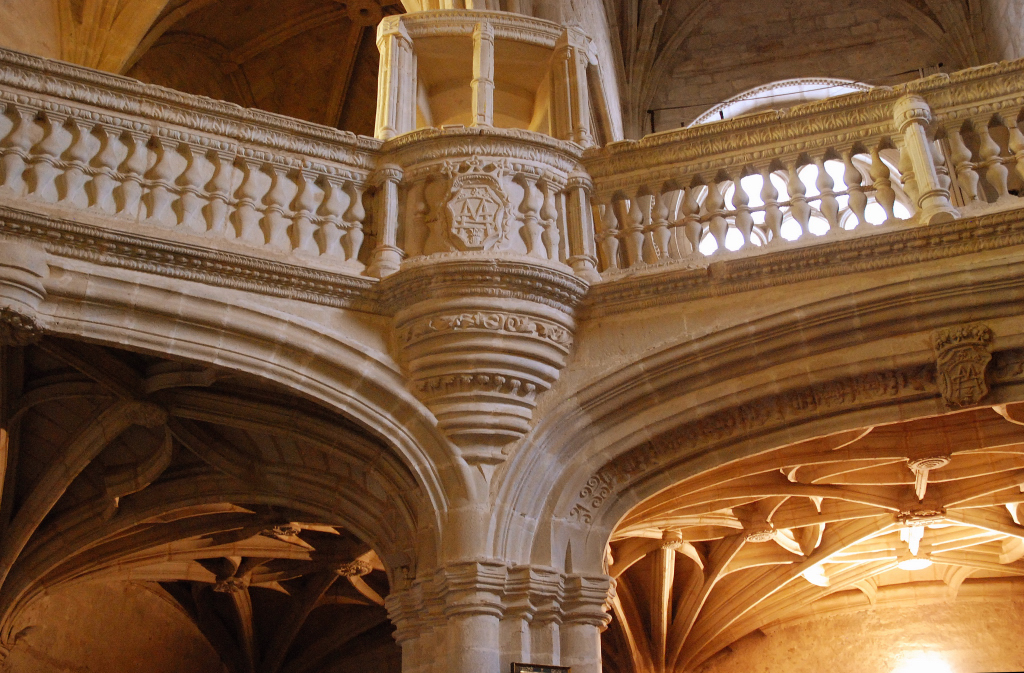
Coro de S. de Cabrera en Santa María la Mayor de Trujillo

Representante de una manera de hacer tradicional definida por la pervivencia de formas góticas, aunque conocedor de lo clásico. Se abrirá a los nuevos modelos ornamentales del plateresco y a la sobriedad del clasicismo escurialense y del Renacimiento pleno con posterioridad. Su obra está caracterizada por la moderación en el empleo de lo decorativo
A la muerte de don Gutierre de Vargas, obispo de Plasencia, mentor, amigo y figura muy influyente, en 1559, el Maestro Sancho de Cabrera empieza a tener problemas con el Cabildo catedralicio placentino y con el rival y gran maestro Rodrigo Gil de Hontañon. 
Ya, en 1554, había tenido sus más y sus menos con Rodrigo Gil al encargarse Sancho -corrigiendo para ello las trazas elaboradas por Rodrigo- de la maestría de la obra de la iglesia de Santiago de Cáceres. En 1560, Rodrigo Gil, a la sazón encargado por el cabildo catedralicio de Plasencia de la inspección de iglesias en construcción, hace un durísimo informe en contra de las obras que entonces dirigía Sancho de Cabrera en la iglesia de Guareña. Ello supuso un enorme descrédito para Sancho de Cabrera. 
Desde entonces Cabrera trabaja en obras de poco relieve artístico y técnico. Se encarga de las obras de los puentes sobre los ríos Tozos y Ruecas en 1564, sobre el Gargáligas en 1569, y, en 1572, el puente sobre el Tiétar en Ramascastañas, así como la construcción de la Albuhera de Trujillo para la molienda de cereales.